# Reiter Engineering
Reiter Engineering – niemiecki zespół wyścigowy, założony w 1994 roku przez Hansa Reitera. Obecnie zespół startuje w Blancpain Sprint Series, ADAC GT Masters oraz Blancpain Endurance Series. W przeszłości ekipa pojawiała się także w stawce FIA GT Series, FIA GT3 European Championship, FIA GT1 World Championship, 24h Nürburgring Nordschleife, Le Mans Series, FIA GT Championship, 24-godzinnego wyścigu Le Mans, FFSA, British GT Championship, Asian GT3 Championship, Brazilian GT Championship, Spanish GT Championship oraz Australian GT Championship. Siedziba zespołu znajduje się w Kirchanschöring.

## Sukcesy zespołu
- ADAC GT Masters

2010 – Lamborghini Gallardo LP560 GT3 (Peter Kox, Albert von Thurn und Taxis)